# Thomas Lurz
Thomas Lurz (Würzburg, 28 novembre 1979) è un ex nuotatore tedesco, specializzato nei 5 e nei 10 km di fondo.

## Carriera
La prima medaglia a livello internazionale arriva agli Europei di nuoto di Berlino del 2002 con l'argento nei cinque chilometri.
Dopo aver partecipato ai Giochi olimpici di Atene 2004 nei 1500 metri stile libero, dove viene eliminato in batteria, torna a dedicarsi al nuoto in acque libere vincendo subito l'oro nei 5 km ai Mondiali di Montréal del 2005 e sfiorando la doppietta con l'argento dei 10 km. Si migliora agli Europei di Budapest del 2006 conquistando l'oro in entrambe la specialità, risultato sfiorato di nuovo l'anno successivo ai Mondiali di Melbourne, dove manca l'oro nuovamente nella distanza maggiore.
Si presenta così da favorito ai 10 chilometri dei Giochi di Pechino del 2008 ma nello sprint finale viene battuto a sorpresa dal nuotatore dei Paesi Bassi Maarten van der Weijden e dal britannico David Davies.
Nei suoi terzi Campionati del mondo di Roma torna però a dominare in entrambe la specialità conquistando l'oro nei 5 e nei 10 chilometri.
In carriera vanta anche dieci titoli di campione di Germania tra 800 m e 1500 m stile libero e 5 e 10 chilometri di fondo.

## Palmarès
- Giochi olimpici

Pechino 2008: bronzo nei 10 km.
Londra 2012: argento nei 10 km.
- Mondiali di nuoto

Montreal 2005: oro nei 5 km, argento nei 10 km.
Melbourne 2007: oro nei 5 km e nei 10 km.
Roma 2009: oro nei 5 km e nei 10 km.
Shanghai 2011: oro nei 5 km, argento nei 10 km e bronzo nella gara a squadre.
Barcellona 2013: oro nei 25 km e nella gara a squadre, argento nei 10 km e bronzo nei 5 km.
- Mondiali in acque libere

Napoli 2006: oro nei 5 km e nei 10 km.
Siviglia 2008: oro nei 5 km e bronzo nei 10 km.
Roberval 2010: oro nei 5 km.
- Europei di nuoto

Berlino 2002: argento nei 5 km.
Budapest 2006: oro nei 5 km e nei 10 km.
Budapest 2010: oro nei 10 km.
Piombino 2012: bronzo nei 5 km a squadre.
Berlino 2014: argento nei 10 km, bronzo nei 5 km e nella gara a squadre.
- Universiadi

Smirne 2005: argento nei 1500m sl.

### Altre competizioni
- Vincitore della Coppa del Mondo di nuoto di fondo nel 2009, nel 2011 e nel 2013.
- Vincitore della Coppa LEN nel 2005.

## Riconoscimenti
- LEN Award: 2007, 2009, 2011, 2012, 2013, 2014
- Atleta dell'anno FINA: 2011, 2013
- Open Water Swimmer of the Year: 2005, 2006, 2009, 2011, 2013